# Canyon SRAM zondacrypto
El Canyon SRAM zondacrypto (código UCI: CSZ) es un equipo ciclista femenino alemán de categoría UCI Women's WorldTeam, máxima categoría femenina del ciclismo en ruta a nivel mundial.

## Material ciclista
El equipo utiliza bicicletas Canyon y componentes SRAM.

## Clasificaciones UCI
Las clasificaciones del equipo y de su ciclista más destacado son las siguientes:
| Temporada | Clasificación por equipos | Mejor corredor       | Posición |
| 2016      | 5.º                       | Lisa Brennauer       | 18.ª     |
| 2017      | 7.º                       | Lisa Brennauer       | 16.ª     |
| 2018      | 4.º                       | Katarzyna Niewiadoma | 9.ª      |
| 2019      | 4.º                       | Katarzyna Niewiadoma | 7.ª      |
| 2020      | 9.º                       | Katarzyna Niewiadoma | 11.ª     |

## Palmarés
Para años anteriores véase: Palmarés del Canyon SRAM zondacrypto.

### Palmarés 2025

#### UCI WorldTour Femenino
| Fechas      | Carreras                      | Ganadora     |
| 19 de enero | 3.ª etapa del Tour Down Under | Chloé Dygert |

#### Calendario UCI Femenino
| Fechas       | Carreras                                  | Ganadora        |
| 16 de julio  | Prólogo del Baloise Ladies Tour (CRI)     | Zoe Bäckstedt   |
| 19 de julio  | 3.ª etapa A del Baloise Ladies Tour       | Zoe Bäckstedt   |
| 19 de julio  | 3.ª etapa B del Baloise Ladies Tour (CRI) | Zoe Bäckstedt   |
| 20 de julio  | Baloise Ladies Tour                       | Zoe Bäckstedt   |
| 12 de agosto | 1.ª etapa del Tour de Polonia             | Chiara Consonni |
| 14 de agosto | 3.ª etapa del Tour de Polonia             | Chiara Consonni |
| 14 de agosto | Tour de Polonia                           | Chiara Consonni |

#### Campeonatos nacionales
| Fechas      | Carreras                                      | Ganadora                 |
| 26 de junio | Campeonato de Polonia Contrarreloj (CRI)      | Agnieszka Skalniak-Sójka |
| 26 de junio | Campeonato del Reino Unido Contrarreloj (CRI) | Zoe Bäckstedt            |
| 27 de junio | Campeonato de Alemania Contrarreloj (CRI)     | Antonia Niedermaier      |
| 28 de junio | Campeonato de Polonia en Ruta                 | Katarzyna Niewiadoma     |

## Plantillas
Para años anteriores, véase Plantillas del Canyon SRAM zondacrypto

### Plantilla 2025
| Integrantes del equipo 2025 | Integrantes del equipo 2025 | Integrantes del equipo 2025                 | Integrantes del equipo 2025 |
| Corredor                    | Fecha de nacimiento         | Equipo previo                               |                             |
| --------------------------- | --------------------------- | ------------------------------------------- | --------------------------- |
| Wilma Aintila               | 12 de abril de 2004         | Lotto Dstny Ladies (2024)                   |                             |
| Zoe Bäckstedt               | 24 de septiembre de 2004    | EF Education-TIBCO-SVB (2023)               |                             |
| Ricarda Bauernfeind         | 1 de abril de 2000          | Canyon//SRAM Generation (2022)              |                             |
| Neve Bradbury               | 11 de abril de 2002         |                                             |                             |
| Chiara Consonni             | 24 de junio de 1999         | UAE Team ADQ (2024)                         |                             |
| Tiffany Cromwell            | 6 de julio de 1988          | Orica-AIS (2013)                            |                             |
| Justyna Czapla              | 24 de enero de 2004         | Canyon//SRAM Generation (2023)              |                             |
| Chloé Dygert                | 1 de enero de 1997          | Sho-Air Twenty20 (2020)                     |                             |
| Rosa Maria Klöser           | 24 de junio de 1996         | MAAP x Rose Racing (2024)                   |                             |
| Anastasiya Kolesava         | 2 de junio de 2000          | Canyon//SRAM Generation (2024)              |                             |
| Cecilie Uttrup Ludwig       | 23 de agosto de 1995        | FDJ-Suez (2024)                             |                             |
| Maria Martins               | 9 de julio de 1999          | Fenix-Deceuninck (2023)                     |                             |
| Antonia Niedermaier         | 20 de febrero de 2003       | Canyon//SRAM Generation (2022)              |                             |
| Katarzyna Niewiadoma        | 29 de septiembre de 1994    | WM3 (2017)                                  |                             |
| Soraya Paladin              | 4 de mayo de 1993           | Liv Racing (2021)                           |                             |
| Agnieszka Skalniak          | 22 de abril de 1997         | Atom Deweloper-Posciellux.pl-Wrocław (2022) |                             |
| Alice Towers                | 12 de octubre de 2002       | Le Col-Wahoo (2022)                         |                             |
| Maike van der Duin          | 12 de septiembre de 2001    | Le Col-Wahoo (2022)                         |                             |
|                             |                             |                                             |                             |
| Fuente: ProCyclingStats     |                             |                                             |                             |